# Jan Kaus

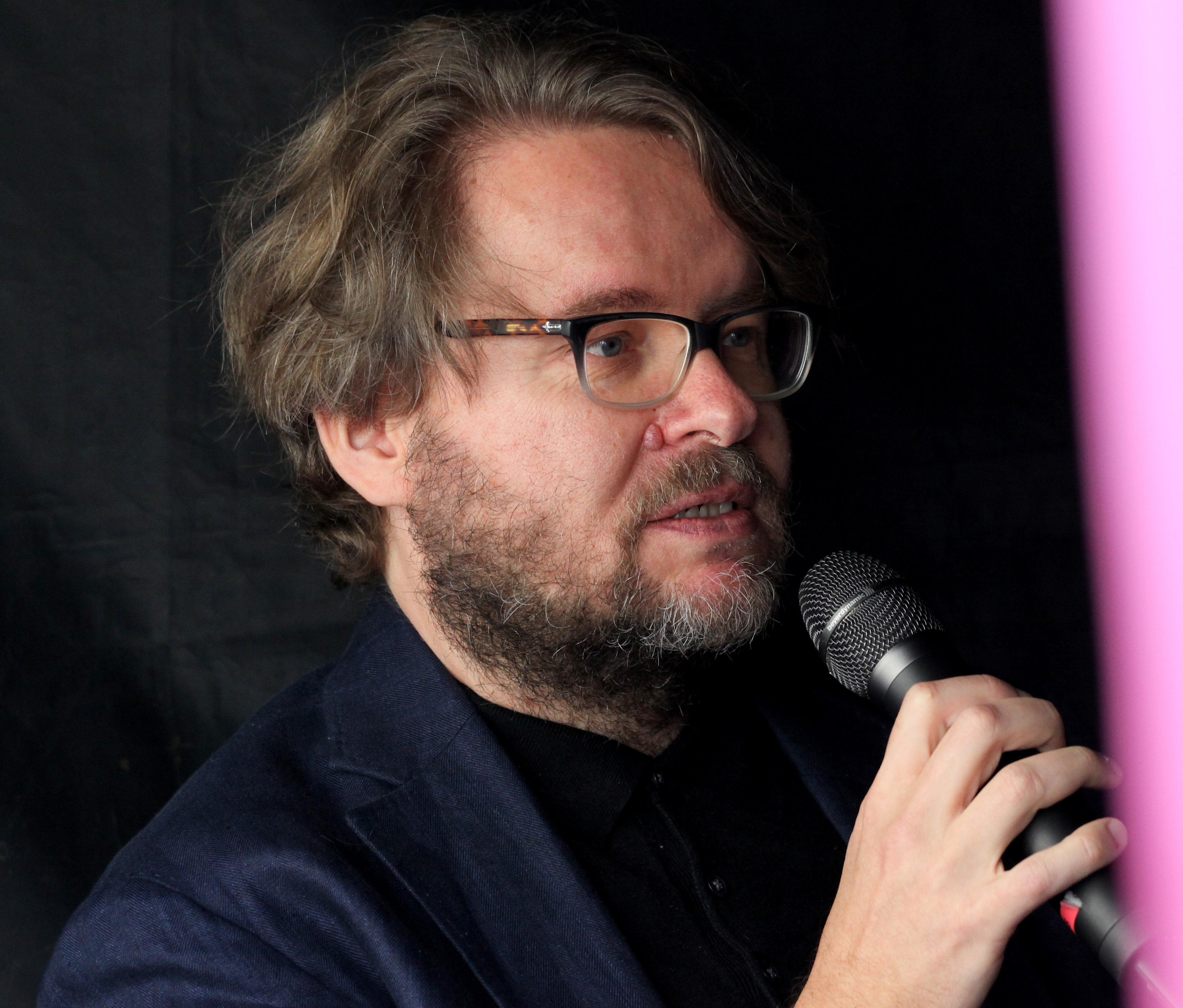
Jan Kaus (2021)

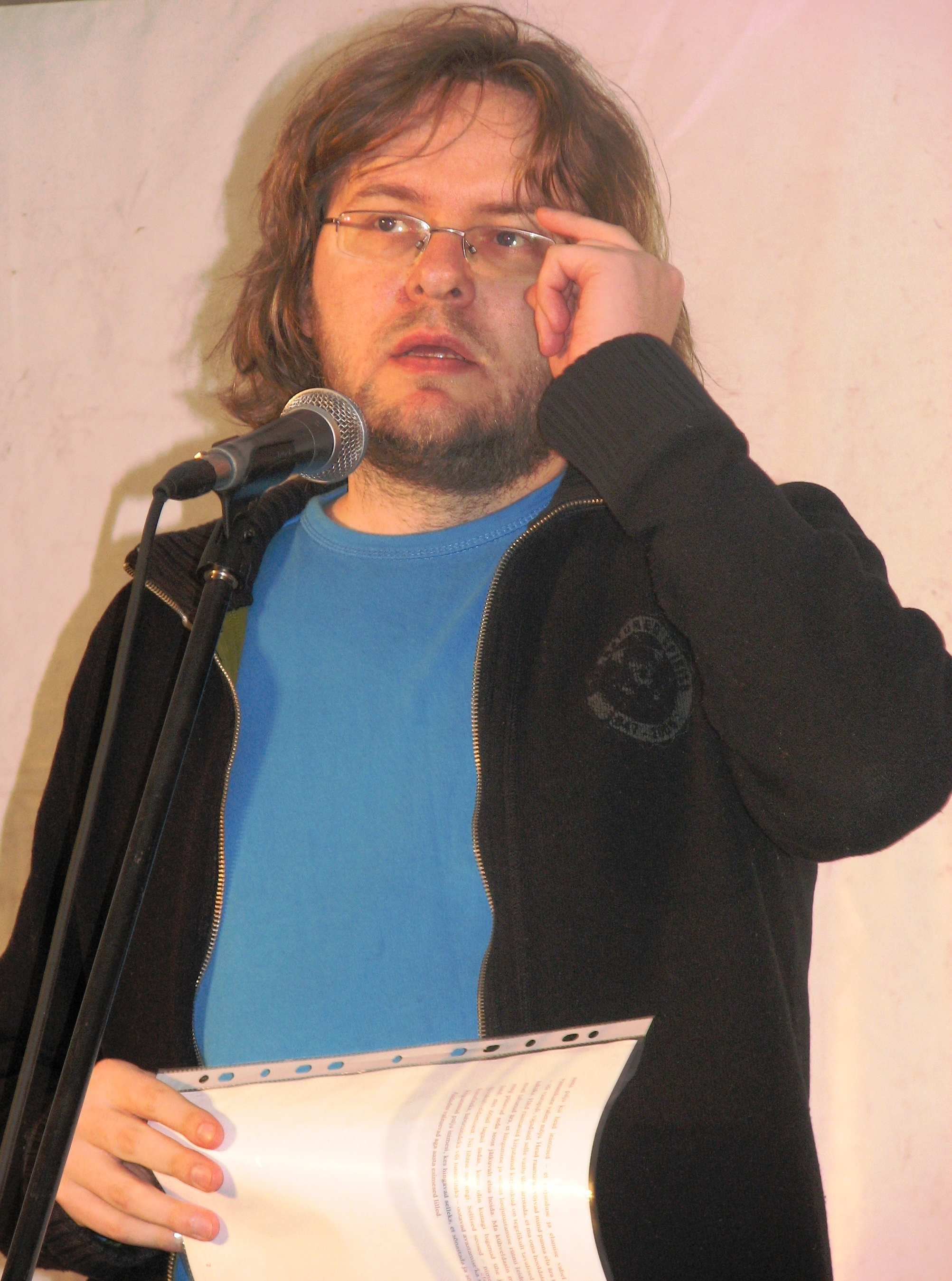
Jan Kaus (2010)

Jan Kaus (* 22. Januar 1971 in Aegviidu, Estnische SSR) ist ein estnischer Schriftsteller.

## Leben und Werk
Jan Kaus studierte Pädagogik und Philosophie in Tallinn. 1995 legte er sein Lehrerexamen ab.
Kaus lebt heute als Lyrik- und Prosa-Schriftsteller und Publizist. Daneben ist er auch als Literaturkritiker, Essayist, bildender Künstler, Gitarrist und Übersetzer aus dem Englischen und Finnischen tätig.
Von 1998 bis 2001 war Kaus Redakteur bei der estnischen Kulturzeitung Sirp. 2004 bis 2007 war er Vorsitzender des Estnischen Schriftstellerverbands (estnisch Eesti kirjanike liit). Seit 2007 arbeitete er wieder in der Redaktion von Sirp.
Jan Kaus ist ein genauer und scharfsinniger, manchmal sarkastischer Beobachter des Estlands der New Economy und des Internetzeitalters. Seine Lyrik und Prosa greift die gesellschaftlichen Probleme Estlands im 21. Jahrhundert auf.

## Auszeichnungen
- 2007 Eduard-Vilde-Preis
- 2014 Literaturpreis der Universität Tallinn
- 2015 Literaturpreis des Estnischen Kulturkapitals (Prosa)
- 2015 Schriftsteller des Jahres
- 2019 Friedebert-Tuglas-Novellenpreis

## Werke
- Üle ja ümber ('Drüber und drumherum'; Novellen). Tallinn: Tuum 2000. 146 S.
- Maailm ja mõni ('Die Welt und noch etwas'; Roman). Tallinn: Õigem valem 2001. 142 S.
- Õndsate tund ('Die Stunde der Seligen'; Novellen). Tallinn: Tuum 2003. 164 S.
- Läbi Minotauruse ('Durch Minotaurus'; Essaysammlung). Tallinn: Sirp 2003. 191 S.
- Aeg on vaha ('Die Zeit ist Wachs'; Gedichte). Tallinn: Verb 2005. 78 S.
- Tema ('Sie'; Roman). Tallinn: Tuum 2006. 268 S.
- Hetk ('Der Moment'; Roman). Tallinn: Tuum 2009. 208 S.
- Miniatuurid ('Miniaturen'). Pärnu: Jumalikud Ilmutused 2009. 76 S.
- Koju ('Nach Hause'; Roman). Tallinn: Tuum 2012. 208 S.
- Elu ja kirjandus. Tekste eesti kirjandusest 2004-2011 ('Leben und Literatur. Texte zur estnischen Literatur 2004–2011'). Saarde-Pärnu: Jumalikud Ilmutused 2012. 188 S.
- Vasaraheitja ('Der Hammerwerfer'). Saarde-Pärnu: Jumalikud Ilmutused 2013. 96 S.
- Tallinna kaart. Miniatuurid. ('Die Karte von Tallinn. Miniaturen'). Tallinn: SA Kultuurileht 2014. 50 S. (Loomingu Raamatukogu 20/2014)
- Ma olen elus ('Ich bin lebendig'; Roman). Tallinn: Tuum 2014. 280 S.
- Tõrv ('Teer'). Tallinn: Tuum 2015. 112 S.
- Läheduste raamat ('Das Buch der Intimitäten'). Tallinn: Verb 2016. 72 S.[2]

## Übersetzungen ins Deutsche
- Sie (Romanauszug). Übersetzt von Irja Grönholm, in: Estonia 2007, S. 87–118.
- Der Knall (Erzählung). Übersetzt von Wiebke Jürgens, in: die horen 255 (2014), S. 129–134.
- Förby (Gedicht). Übersetzt von Cornelius Hasselblatt, in: Grand Tour. Reisen durch die junge Lyrik Europas. Im Auftrag der Deutschen Akademie für Sprache und Dichtung herausgegeben von Federico Italiano und Jan Wagner. München: Carl Hanser 2019, S. 460.

Siehe ferner: Zwischen hier und jetzt. Ein Gespräch mit Jan Kaus und Urmas Vadi. Übersetzt von Maximilian Murmann, in: die horen 255 (2014), S. 111–116.